# Sástago
Sástago è un comune spagnolo di 1 389 abitanti situato nella comunità autonoma dell'Aragona.